# From Beer to Eternity
From Beer to Eternity — тринадцатый студийный альбом американской индастриал-метал-группы Ministry, выпущенный 6 сентября 2013 года на 13th Planet Records. Это последний альбом, записанный вместе с гитаристом Майком Скаччей, умершим за 9 месяцев до официального релиза. После смерти Скаччи фронтмен группы Эл Йоргенсен объявил, что этот альбом будет последним в карьере Ministry.
Сингл «PermaWar» был выпущен 9 августа 2013 года и доступен на сайте iTunes Store.

## Список композиций
Все тексты написаны Элом Йоргенсеном.
| №                   | Название                                        | Автор(ы)                            | Длительность |
| ------------------- | ----------------------------------------------- | ----------------------------------- | ------------ |
| 1.                  | «Hail to His Majesty»                           | Эл Йоргенсен, Син Кьюирин           | 5:17         |
| 2.                  | «Punch in the Face»                             | Йоргенсен, Кьюрин                   | 5:00         |
| 3.                  | «PermaWar»                                      | Йоргенсен, Кьюирин, Майк Скачча     | 4:56         |
| 4.                  | «Perfect Storm»                                 | Йоргенсен, Кьюрин                   | 4:56         |
| 5.                  | «Fairly Unbalanced»                             | Йоргенсен, Кьюрин                   | 4:15         |
| 6.                  | «The Horror»                                    | Йоргенсен, Кьюрин, Сэмми Д’Амбруозо | 3:33         |
| 7.                  | «Side FX Include Mikey's Middle Finger (T.V.4)» | Йоргенсен, Скачча                   | 5:14         |
| 8.                  | «Lesson Unlearned»                              | Йоргенсен, Кьюрин, Скачча           | 3:16         |
| 9.                  | «Thanx but No Thanx»                            | Йоргенсен                           | 8:21         |
| 10.                 | «Change of Luck»                                | Йоргенсен, Кьюрин, Скачча           | 7:16         |
| 11.                 | «Enjoy the Quiet»                               | Йоргенсен, Кьюрин                   | 2:39         |
| Общая длительность: | Общая длительность:                             | Общая длительность:                 | 54:43        |

| №  | Название                    | Длительность |
| -- | --------------------------- | ------------ |
| 1. | «PermaWar» (Remix)          | 7:23         |
| 2. | «Thanx For The Dub» (Remix) | 4:53         |

## Участники записи
Ministry
- Эл Йоргенсен — вокал, гитары, бас-гитара, клавишные, программирование, драм-программирование, гармоника, продюсирование, микширование
- Майк Скачча — гитара, бас-гитара
- Син Кьюирин — гитара, бас-гитара
- Тони Кэмпос — бас-гитара
- Кейси Орр — бас-гитара (сессионно)
- Аарон Росси — ударные (сессионно)

Дополнительные персоны
- Самюэл Д’Амбруозо — DJ, драм-программирование, синтез. программирование, звукорежиссёр, бэк-вокал, продюсер, сопродюсер
- Аарон Хэвилл — клавишные, семплы, синтезатор, синтез. программирование, терминвокс, бэк-вокал, звукорежиссёр, сопродюсер
- Hector Muñoz — бэк-вокал
- Matt Bridges — бэк-вокал
- Patty Fox — бэк-вокал
- Sgt. Major — spoken word (9, 11)
- Анджелина Йоргенсен — исполнительный продюсер
- Аллан Амато — cover фото

Dave Donnelly — мастеринг

## Чарты
| Чарт (2013)                  | Место |
| ---------------------------- | ----- |
| US Billboard 200             | 140   |
| Billboard Hard Rock Albums   | 7     |
| Billboard Independent Albums | 27    |
| Billboard Top Rock Albums    | 42    |